# Wendell Pierce
Pour les articles homonymes, voir Pierce.
Wendell Pierce, né le 8 décembre 1963 à La Nouvelle-Orléans, (Louisiane, États-Unis), est un acteur et producteur américain.

## Biographie
Wendell Pierce est élevé dans une communauté noire de la classe moyenne à Pontchartrain Park (en), la première banlieue afro-américaine construite après la seconde guerre mondiale. Son père, comme beaucoup de vétérans noirs, emménage dans ce quartier à son retour de la guerre. Le quartier est rasé par l'ouragan Katrina en 2005, qui submerge en particulier la maison des Pierce sous plus de quatre mètres d'eau.
Après avoir étudié au Benjamin Franklin High School (en), Wendell Pierce est diplômé du New Orleans Center for Creative Arts (en).
Jeune acteur, il apparaît dans la pièce The Winter's Tale au Tulane Shakespeare Festival.
En 2016, il publie son autobiographie intitulée The Wind in the Reeds (Le Vent dans les roseaux), récit qui aborde son élévation sociale et retrace son histoire familiale à la Nouvelle-Orléans.

### Carrière
Il est principalement connu pour ses rôles dans deux séries HBO : l'inspecteur Bunk Moreland dans The Wire et le tromboniste de la nouvelle Orléans Antoine Baptiste dans la série Treme de David Simon.

## Filmographie

### Acteur

#### Cinéma
- 1986 : Une baraque à tout casser (The Money Pit) : Paramedic
- 1989 : Outrages (Casualties of War) : MacIntire
- 1989 : Affaire de famille (Family Business) : le procureur
- 1990 : A Matter of Degrees : Wells Dennard
- 1991 : Rage in Harlem (A Rage in Harlem) : Louis
- 1992 : Malcolm X : Ben Thomas
- 1993 : Meurtre mystérieux à Manhattan (Manhattan Murder Mystery) : un policier
- 1994 : Milliardaire malgré lui (It Could Happen to You) : Bo Williams
- 1995 : Bye Bye Love de Sam Weisman : Hector
- 1995 : Hackers de Iain Softley : l'agent spécial Richard Gill
- 1995 : Où sont les hommes ? (Waiting to Exhale) : Michael Davenport
- 1996 : Get on the Bus : Wendell
- 1996 : Sleepers : Little Caesar
- 1998 : Bulworth de Warren Beatty : Fred
- 1999 : The 24 Hour Woman : Roy Labelle
- 1999 : Abilene : le révérend Tillis
- 2001 : The Gilded Six Bits
- 2002 : The Date : Naive Man
- 2002 : Brown Sugar : Simon
- 2003 : The Fighting Temptations : le révérend Lewis
- 2004 : A Hole in One : Dan
- 2004 : Land of Plenty : Henry
- 2004 : Ray : Wilbur Brassfield
- 2006 : Stay Alive de William Brent Bell : l'inspecteur Thibodeaux
- 2007 : Je crois que j'aime ma femme : Sean
- 2010 : Love Ranch : Naash Mohammed
- 2011 : Comment tuer son boss ? (Horrible Bosses) de Seth Gordon : l'inspecteur Hagan
- 2012 : Lady Vegas : Les Mémoires d'une joueuse (Lay the Favorite) de Stephen Frears : Dave the Rave
- 2012 : Twilight, chapitre V : Révélation, 2e partie (The Twilight Saga: Breaking Dawn – Part 2) de Bill Condon : J. Jenks
- 2013 : Parker de Taylor Hackford : Carlson
- 2013 : Möbius d'Éric Rochant : Bob
- 2013 : Four de Joshua Sanchez : Joe
- 2014 : Elsa & Fred de Michael Radford : Amande
- 2014 : Selma d'Ava DuVernay : Hosea Williams
- 2014 : The Runner d'Austin Stark
- 2015 : The Gift de Joel Edgerton : l'inspecteur Mills
- 2016 : Bad Moms (Mères indignes) de Jon Lucas et Scott Moore : le principal Burr
- 2019 : Clemency de Chinonye Chukwu : Jonathan Williams
- 2025 : Thunderbolts* de Jake Schreier : représentant Gary
- 2025 : Superman de James Gunn : Perry White

#### Télévision
- 1990 : Capital News : Conrad White
- 1991 : The 10 Million Dollar Getaway : Parnell « Stacks » Edwards
- 1992 : New York, police judiciaire : Chief Nwaka (saison 3 épisode 10 : Les hirondelles du Nigéria)
- 1993 : Meurtres à Brooklyn (Strapped) : District Attorney
- 1994 : New York, police judiciaire : Jerome Bryant (saison 5 épisode 13 : Fureur noire)
- 1996 : Never Give Up: The Jimmy V Story : John Saunders
- 1996 : Moloney : DA Cal Patterson
- 1997 : Gregory Hines Show (The Gregory Hines Show) : Carl, Ben's brother
- 1997 : L'Associé du diable (The Advocate's Devil) : Justin
- 1998 : The Brian Benben Show : Kevin La Rue
- 1998 : New York, police judiciaire : Maître Wade, Avocat de « sœur » Rosa (saison 9 épisode 15 : le bras de Dieu)
- 2000 : Mon ex, mon coloc et moi (Cursed) : Wendell Simms
- 2000 : Ma famille d'abord (Saison 1 Épisode 1) : Dr Boucher
- 2002 : New York 911 (Saison 3 personnage récurrent) : Officier Curwell « Candy » Jackson
- 2002 - 2008 : Sur écoute (The Wire) : Inspecteur William « Bunk » Moreland
- 2007 - 2008 : Numb3rs (Saison 4 & Saison 5 Épisode 5) de Nicolas Falacci : William Bradford
- 2008 : Fear Itself (Saison 1 Épisode 9 La Morsure (vo : Something with bite))
- 2009 : Drop Dead Diva: Avocat du Dr. Dumont (Saison 1 Épisode 13 : Le souffle de Cupidon)
- 2010 - 2013 : Treme : Antoine Batiste
- 2013 - 2019 : Suits, avocats sur mesure : Robert Zane
- 2013 : The Michael J. Fox Show : Harris Green
- 2014 : Ray Donovan : Ronald Keith (saison 2)
- 2015 : The Odd Couple : Teddy
- 2016 : Grease: Live ! : Coach Calhoun
- Depuis 2017 : Chicago Police Department : Ray Price
- 2018 - 2023 : Jack Ryan : James Greer
- Depuis 2024: Elsbeth : Capitaine Wagner

### Producteur
- 2002 : The Date

## Voix françaises
| - Guillaume Orsat dans : - The Fighting Temptations - Ray - New York, cour de justice (série télévisée) - Numb3rs (série télévisée) - US Marshals : Protection de témoins (série télévisée) - Thierry Desroses dans : - Moloney (en) (série télévisée) - Brown Sugar - Jack Ryan (série télévisée) - Superman - Paul Borne dans : - Comment tuer son boss ? - Twilight, chapitres IV et V : Révélation - Ray Donovan (série télévisée) - The Odd Couple (série télévisée) - Thierry Mercier (*1961 - 2023) dans : (les séries télévisées) - Sur écoute (2e voix) - Drop Dead Diva - The Runner - Jean-Paul Pitolin dans : - New York 911 (série télévisée) - New York, police judiciaire (série télévisée) - Grease: Live! (téléfilm) | - Emmanuel Jacomy dans : - Treme (série télévisée) - Confirmation (en) (téléfilm) - Chicago Police Department - Frantz Confiac dans : - Parker - Suits : Avocats sur mesure (série télévisée) - Jean-Michel Martial (*1952 - 2019) dans : - Sleepers - Je crois que j'aime ma femme Et aussi - Daniel Russo dans Malcolm X - Jacques Martial dans Milliardaire malgré lui - Michel Castelain dans Hackers - Michel Lasorne dans The Gregory Hines Show (série télévisée) - Mostéfa Stiti dans Bulworth - Med Hondo (*1935 - 2019) dans Mon ex, mon coloc et moi (série télévisée) - Pascal Renwick (*1954 - 2006) dans Sur écoute (série télévisée - 1re voix) - Saïd Amadis dans Fear Itself : Les Maîtres de la peur (série télévisée) - Mohad Sanou dans Selma - Gilles Morvan dans Elsbeth (série télévisée) - Daniel Njo Lobé dans Thunderbolts* |